# Бейсенбаев, Жакия
Жакия́ Бейсенба́ев (Бейсембаев) (каз. Жақия Бейсенбаев, 1932, Омск, Западно-Сибирский край — 1997) — мусульманский религиозный деятель, казий казахстанского Казията при Духовном управлении мусульман Средней Азии и Казахстана (САДУМ) в 1972—1979 годах.
Родители Жакии Бейсенбаева были вынуждены переселиться на территорию России из-за гонений со стороны советских властей. Он родился в Омске в 1932 году, рос сиротой. В 1959 году получил направление в Алма-Атинской мечети и поступил в бухарское медресе Мири Араб. В мае 1968 года назначен имамом Алма-Атинской мечети. В 1970 году совершил хадж в Мекку, побывал в Нигерии, Алжире и Мали. С 1971 по 1972 год обучался в Дамасском университете. После кончины казия Казахстана Садуакаса Гылмани в 1972 году становится его преемником. В 1979 году во время исламской конференции в Душанбе муфтий Зияуддинхан Бабаханов неожиданно и без объяснения причин сместил Бейсенбаева с должности и назначил его преемником Ратбека Нысанбаева, который до этого был секретарём казия.
В 1980-е годы — имам-хатиб в Кокчетавской мечети. Здание мечети было возвращено верующим усилиями Бейсенбаева. Умер в 1997 году. В 2015 году в Кокшетау была построена новая мечеть, которую назвали в честь местного религиозного деятеля Науан-Хазрета (1843—1916). Старую мечеть, прежде носившую имя Науан-Хазрета, переименовали в честь Жакии Бейсенбаева.